# Dansk Kano og Kajak Forbund
Dansk Kano og Kajak Forbund (DKF) er det officielle specialforbund for kajak-, kano- og paddleboardsporten i Danmark i Danmark. Forbundet havde 31. december 2019 i alt 203 medlemsklubber med samlet 24.004 medlemmer.
Forbundet er medlem af de internationale forbund International Canoe Federation og European Canoe Association, samt den danske paraplyorganisation Danmarks Idrætsforbund.

## Historie
Dansk Kano og Kajak Forbund (DKF) blev stiftet 5. marts 1921 og i 1924 var DKF med til at stifte det Internationale Kano og Kajak Forbund (ICF) på et møde i København. DKF blev i 1927 medlem af Danmarks Idrætsforbund.
Siden 1933 har der været afviklet EM i sporten og siden 1938 VM.  Fra 1936 har Kano- og Kajaksporten været på det olympiske program.
Den første kajakklub, Canoe Club, senere Royal Canoe Club, blev stiftet i 1866 i Storbritannien af den skotske advokat John McGregor. Den første kajakklub i Danmark, Dragør Kajakklub, blev stiftet i 1916.

## Konkurrence
Der findes flere løbsformer: Sprint, marathon, oceanrace, havkajak teknik, havkajak rul, surfkajak, slalom, whitewater og  kajakpolo.
På det olympiske program er der kajak og kano på distancerne 200 m og 1.000 m samt slalom. Ved VM og EM ros der sprint på 200 m, 500 m og 1.000 m.
Der afholdes også VM og EM i marathon samt i White Water og Slalom, de sidste afvikles på floder eller kunstigt anlagte baner. 
I slalom ros der igennem en række porte. Distancen skal gennemføres på kortest mulig tid og med færrest mulige fejl. 
I White Water skal banen gennemros så hurtigt som muligt, her er ingen porte, kun naturlige forhindringer. Både Slalom og White Water ros medstrøms.
Endvidere afholdes der EM og VM i kajakpolo

## Kortbane kaproning
Foregår på afmærket baneanlæg, hvor der er udlagt 9 baner ved siden af hinanden, hver med en bredde på ca. 10 meter. 
Der roes distancer på 200, 500 og 1.000 meter på den lige banestrækning. Herudover roes distancer på 2.500, 5.000 og 10.000 meter som rundbaneløb omkring det afmærkede baneanlæg. Sidstnævnte distancer roes dog ikke internationalt længere, men er bibeholdt nationalt. 
Kortbanekaproning kan være fascinerende at se på, navnlig når der er tale om mandskabsbåde. "Til sprint anvendes følgende bådtyper"
- Kajak
  - K1: enerkajak = en person i sin egen kajak
  - K2: toerkajak = to personer i samme kajak
  - K4: firerkajak = fire personer i samme kajak
- Kano
  - C1: enerkano = en person i sin egen kano
  - C2: toerkano = to personer i samme kano
  - C4: firerkano = fire personer i samme kano

Kortbanekaproning er på det olympiske program. Mænd konkurrerer på distancerne 1000m og 500m, mens kvinderne  konkurrerer over 200 og 500m. De olympiske distancer: Mænd: 1000m: K1, K2, K4, C1, C2, C4. Mænd: 500m: K1, K2, C1, C2. Kvinder: 200m K1 og 500m: K1, K2, K4.
Danmark har haft flere OL medaljevindere i kano og kajak: OL 1960 Rom: Guld Erik Hansen. OL 1984 Los Angeles: Sølv Henning Lynge Jacobsen C1, 500 meter, herrer. Bronze Henning Lynge Jacobsen C1, 1.000 meter, herrer. OL 1992 Barcelona: Sølv Arne Nielsson/ Christian Frederiksen C2, 1.000 meter, herrer. OL 2008 Beijing:Sølv Kim Wraae Knudsen/Rene Holten Poulsen K2, 1.000 meter, herrer. Emma Aastrand Jørgensen vandt senest 2 bronzemedaljer ved OL i Tokyo i 2021 på 200m og 500m.
Senest har de danske kajakroere udmærket sig med to europamesterskaber på de korte distancer, da Kim Wraae Knudsen/Rene Holten Poulsen, K2 vandt guld over 1.000 meter og Kasper Bleibach, K1 vandt guld over 500 meter ved EM 2008.

## Maraton kaproning
Maratonkaproning foregår på åer, søer, fjorde og det åbne hav som endages eller flerdages arrangementer. Banen/strækningen er markeret med bøjer ved vendinger. Som noget særligt ved maratondistancen er der indlagt en eller flere overbæringer, hvor roerne går i land og løber et stykke med kajakken, hvorefter de sætter kajakken i vandet og ror videre. 
Til mesterskaber roer ofte på en rundstrækning på omkring fem kilometer, så tilskuerne bedre kan følge løbet. 
Maraton roes også i de lidt langsommere turkajakker.
Selve distancen ligger ikke fast men varierer fra løb til løb. Ofte vil de korteste løb, der er omkring 20 km., ligge først i sæsonen, mens de længere løb ligger senest. Internationalt er der dog fastlagte distancer for henholdsvis herrekajak og damekajak samt kano. Herrekajak ror 36 km og damer og kanoer ror 28,8 km. (Ofte en runde mindre på den afmærkede bane)
I Danmark er det længste løb Tour de Gudenå. Den længste distance i det løb er 76 km, alle distancer har mål i Randers.
Danmark har god tradition for marathonroning og har haft flere verdensmestre. I 90'erne var Thor Nielsen og Lars Koch dominerende i toerkajak; senere skiftede Thor Nielsen til de kortere distancer, men roede sit sidste VM marathon i 1998, hvor han vandt sølv. I kano var Arne Nielson og Christian Frederiksen toneangivende. Senest vandt Mads Brandt Pedersen VM u23 og senior på to dage i 2019 hvilket er en verdensrekord, og Thorbjørn Rask havde året før vundet guld i u18 og i 2019 vandt han sølv u23. Michael Kongsgaard vandt VM-sølv i enerkajak i 2004. På kvindesiden har Mette Barfod og Anne Lolk vundet 2 x VM-sølv, 1 x VM bronze samt VM guld i 2006. Anne Lolk slog sig sammen med Henriette Engel; parret har vundet guld ved VM maraton de seneste tre år 2007, 2008 og 2009. I 2010 repræsenterede Birgit Pontoppidan og Jeanette Løvborg de danske farver og vandt VM-sølv i kvindernes toerkajak.

## Verdensrekorder i Kano/kajak
Verdensrekorderne for kortbane kano/kajak. De er alle offentligt tilgængelige

## Mænd Kajak
| Distance | Båd | Rekord     | Atlet                                                           | Nationalitet | År   | Sted                |
| -------- | --- | ---------- | --------------------------------------------------------------- | ------------ | ---- | ------------------- |
| 200m     | K1  | 00:33.980s | Olivier Lasak                                                   | Frankrig     | 1992 | Szeged, Ungarn      |
| 200m     | K2  | 00:31.570s | Vadzim Makhneu, Raman Piatrushenka                              | Hviderusland | 2007 | Gerardmer, Frankrig |
| 200m     | K4  | 00:29.023s | Gyula Kajner, Vince Fehervary, Zoltán Pager, István Beé         | Ungarn       | 1997 | Plowdiv, Bulgarien  |
| 500m     | K1  | 01:36.279s | Adam Van Koeverden                                              | Canada       | 2007 | Duisburg, Tyskland  |
| 500m     | K2  | 01:26.971s | Ronald Rauhe, Tim Wieskötter                                    | Tyskland     | 2002 | Szeged, Ungarn      |
| 500m     | K4  | 01:19.650s | Richard Riszdorfer, Michal Riszdorfer, Erik Vleck, Juraj Baca   | Slovakiet    | 2002 | Szeged, Ungarn      |
| 1000m    | K1  | 03:21s     | Max Hoff                                                        | germany      | 2006 | Poznan, Polen       |
| 1000m    | K2  | 03:09.190s | Antonio Rossi, Daniele Scarpa                                   | Italien      | 1996 | Atlanta, Ungarn     |
| 1000m    | K4  | 02:49.875s | Richard Riszdorfer, Michal Riszdorfer, Erik Vleck, Robert Erban | Slovakiet    | 2005 | Poznan, Polen       |

## Damer Kajak
| Distance | Båd | Rekord     | Atlet                                                              | Nationalitet | År   | Sted                |
| -------- | --- | ---------- | ------------------------------------------------------------------ | ------------ | ---- | ------------------- |
| 200m     | K1  | 00:37.898s | Lisa Carrington                                                    | Tyskland     | 1994 | Milano, Italien     |
| 200m     | K2  | 00:36.320s | Fanny Fischer, Nicole Reinhard                                     | Tyskland     | 2007 | Gerardmer, Frankrig |
| 200m     | K4  | 00:33.778s | Mariana Limbau, Raluca Ionita, Sanda Toma, Elena Radu              | Rumænien     | 1997 | Plowdiv, Bulgarien  |
| 500m     | K1  | 01:47.343s | Katalin Kovács                                                     | Ungarn       | 2002 | Szeged, Ungarn      |
| 500m     | K2  | 01:37.987s | Aneta Pastuzka, Joanna Skowron                                     | Polen        | 2002 | Szeged, Ungarn      |
| 500m     | K4  | 01:30.765s | Katalin Kovács, Szilvia Szabó, Erzsébet Viski, Kinga Bota          | Ungarn       | 2002 | Szeged, Ungarn      |
| 1000m    | K1  | 03:52.983s | Elzbieta Urbanczik                                                 | Polen        | 2001 | Sevilla, Spanien    |
| 1000m    | K2  | 03:34.935s | Alesia Bakunova, Natalia Bandarenka                                | Hviderusland | 2001 | Sevilla, Spanien    |
| 1000m    | K4  | 03:13.296s | Eszter Rasztötzski, Kinga Dékány, Krisztina Fazekas, Natasa Janics | Ungarn       | 2003 | Gainesville, USA    |

## Mænd Kano
| Distance | Båd | Rekord     | Atlet                                                      | Nationalitet | År   | Sted                |
| -------- | --- | ---------- | ---------------------------------------------------------- | ------------ | ---- | ------------------- |
| 200m     | C1  | 00:38.383s | Ledys Frank Balceiro                                       | Cuba         | 2001 | Sevilla, Spanien    |
| 200m     | C2  | 00:35.760s | Tomas Gadeikis, Raimundas Labuckas                         | Litauen      | 2007 | Gerardmer, Frankrig |
| 200m     | C4  | 00:32.753s | Robert Vinturis, Ionel Averan, Ciucu, Mardale              | Rumænien     | 1997 | Duisburg, Tyskland  |
| 500m     | C1  | 01:45.614s | Maxim Opalev                                               | Rusland      | 2002 | Szeged, Ungarn      |
| 500m     | C2  | 01:38.270s | Tomasz Goliasz, Marek Lbik                                 | Polen        | 1989 | Paris, Frankrig     |
| 500m     | C4  | 01:29.956s | Sandor Malomsoki, György Kozmann, Béla Belicza, Gábor Ivan | Ungarn       | 2002 | Szeged, Ungarn      |
| 1000m    | C1  | 03:46.201s | David Cal                                                  | Spanien      | 2004 | Athens, Grækenland  |
| 1000m    | C2  | 03:28.531s | Ibrahim Rojas, Leobaldo Pereira                            | Cuba         | 2001 | Sevilla, Spanien    |
| 1000m    | C4  | 03:14.459s | Robert Nuck, Stefan Holtz, Stephan Breuing, Thomas Lück    | Tyskland     | 2006 | Racice, Polen       |

Udover disse rekorder har Arne Nielsson også rekorden som den der har vundet flest verdensmesterskaber i kano -kajak igennem tiden. Han har vundet 10 verdensmesterskaber.